# سيساماوات
السيساماوات (الاسم العلمي: Antirrhinoideae) هي أسرة من النباتات تتبع فصيلة الحملية من الرتبة الشفويات.

## قبائل
- السيساماوية